# Alberto Henschel
Pour les articles homonymes, voir Henschel (homonymie).
Alberto Henschel, né à Berlin le 13 juin 1827 et mort à Rio de Janeiro le 30 juin 1882, est un photographe germano-brésilien.

## Biographie

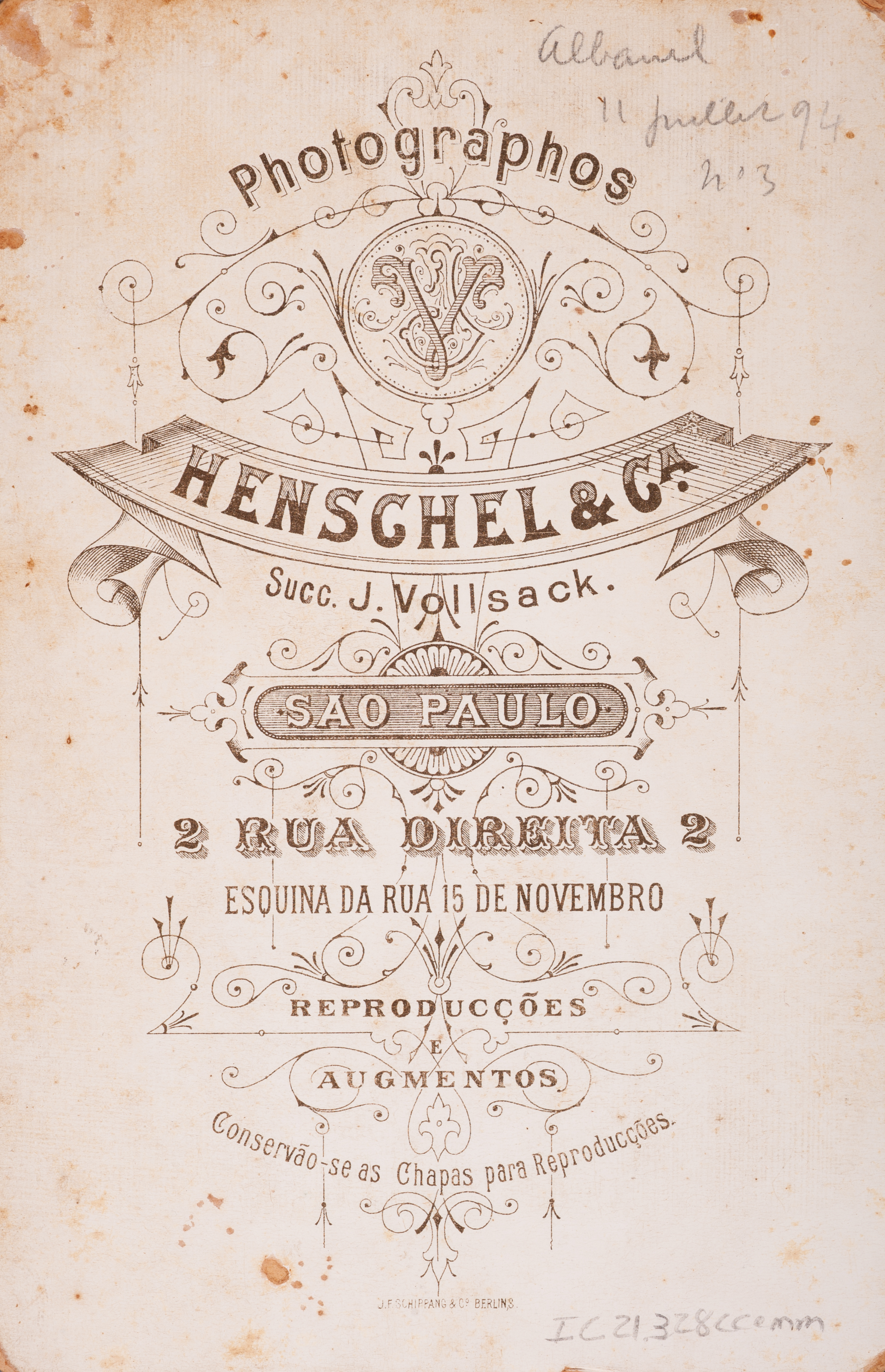
Verso d'une carte-photo de Henschel avec sa marque.

## Galerie

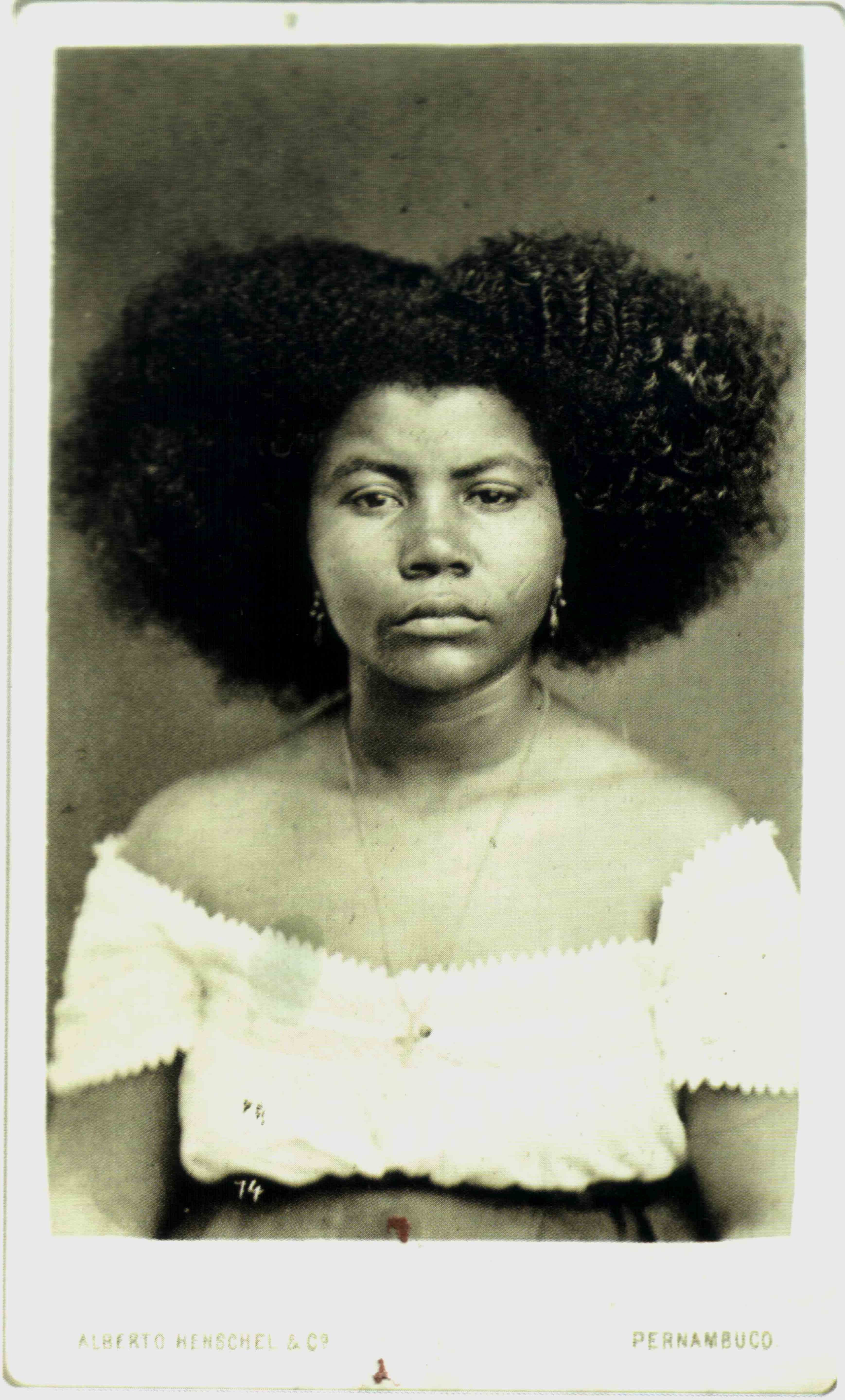
Jeune femme du Salvador, vers 1869.
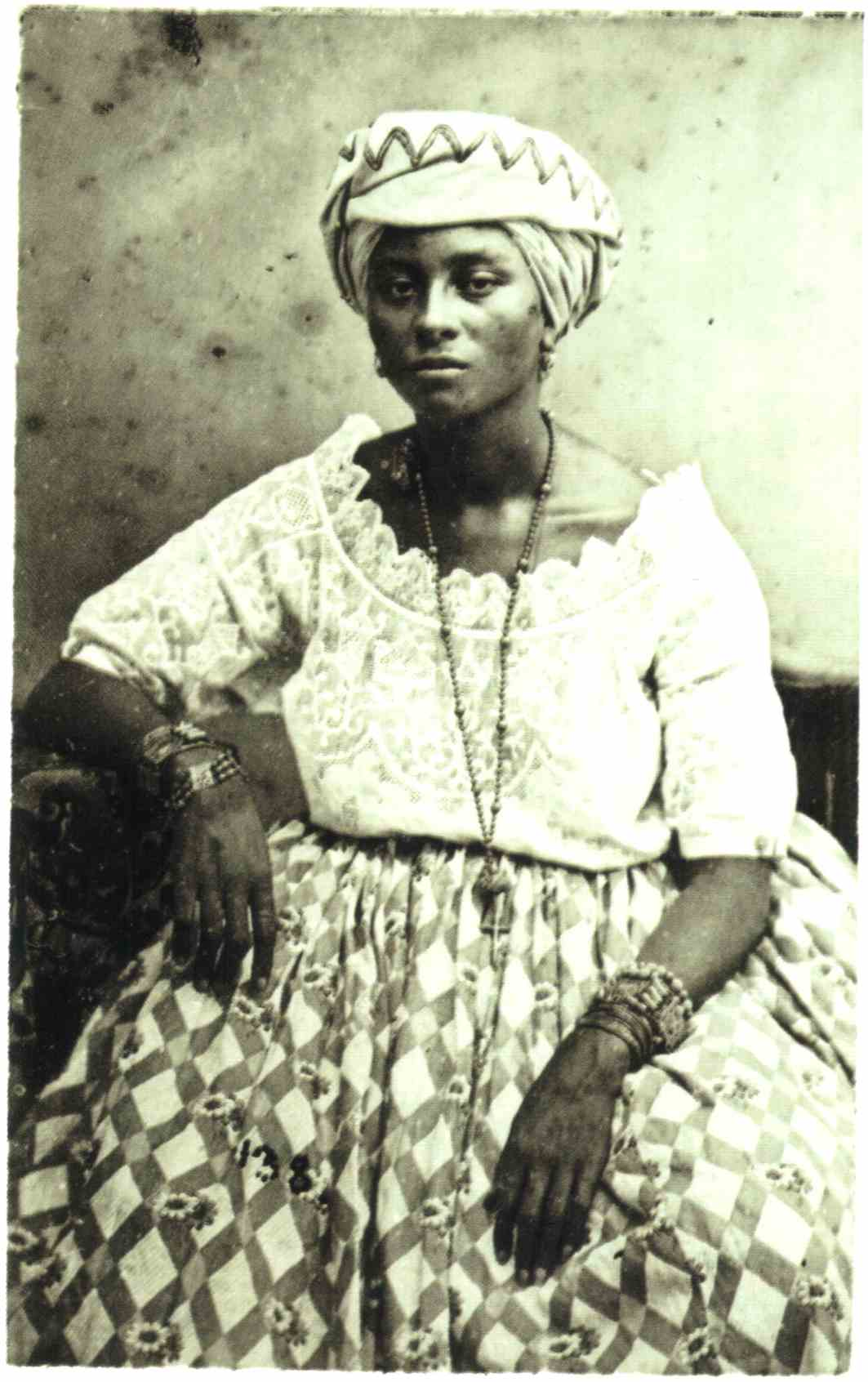
Jeune femme zambo, vers 1869.
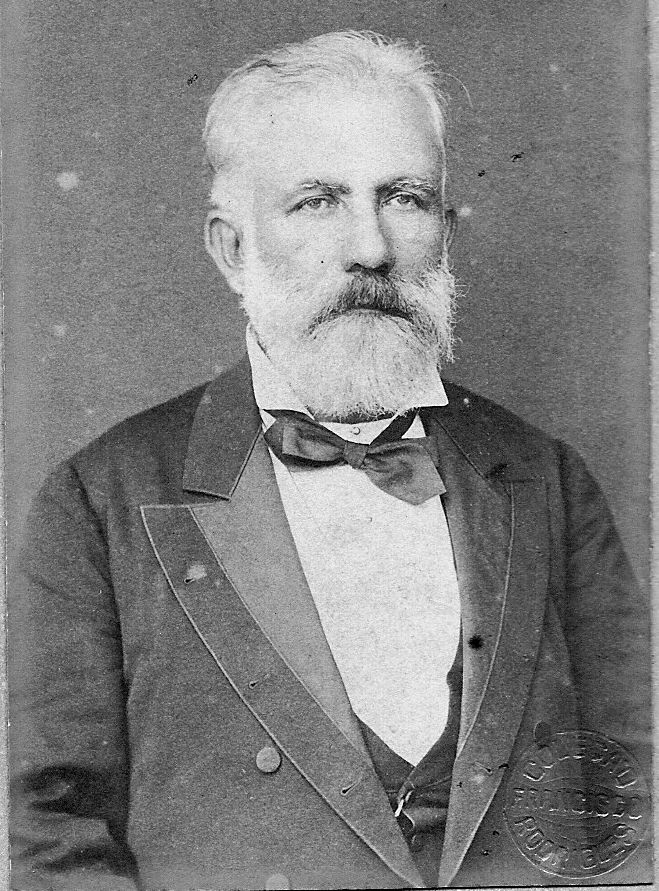
André Dias de Araújo, baron de Jundiá (photographie retouchée).
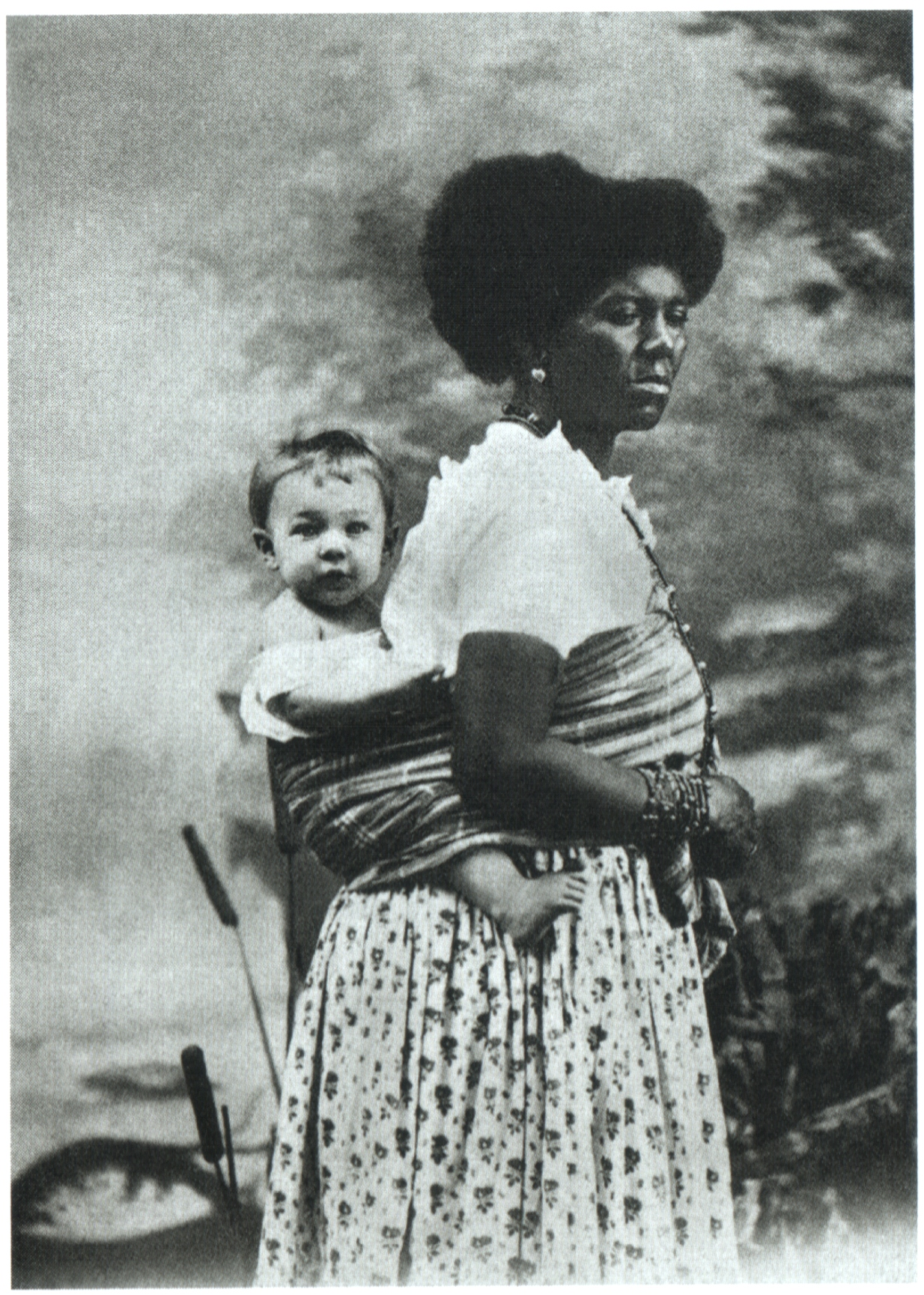
Une bonne et un enfant.
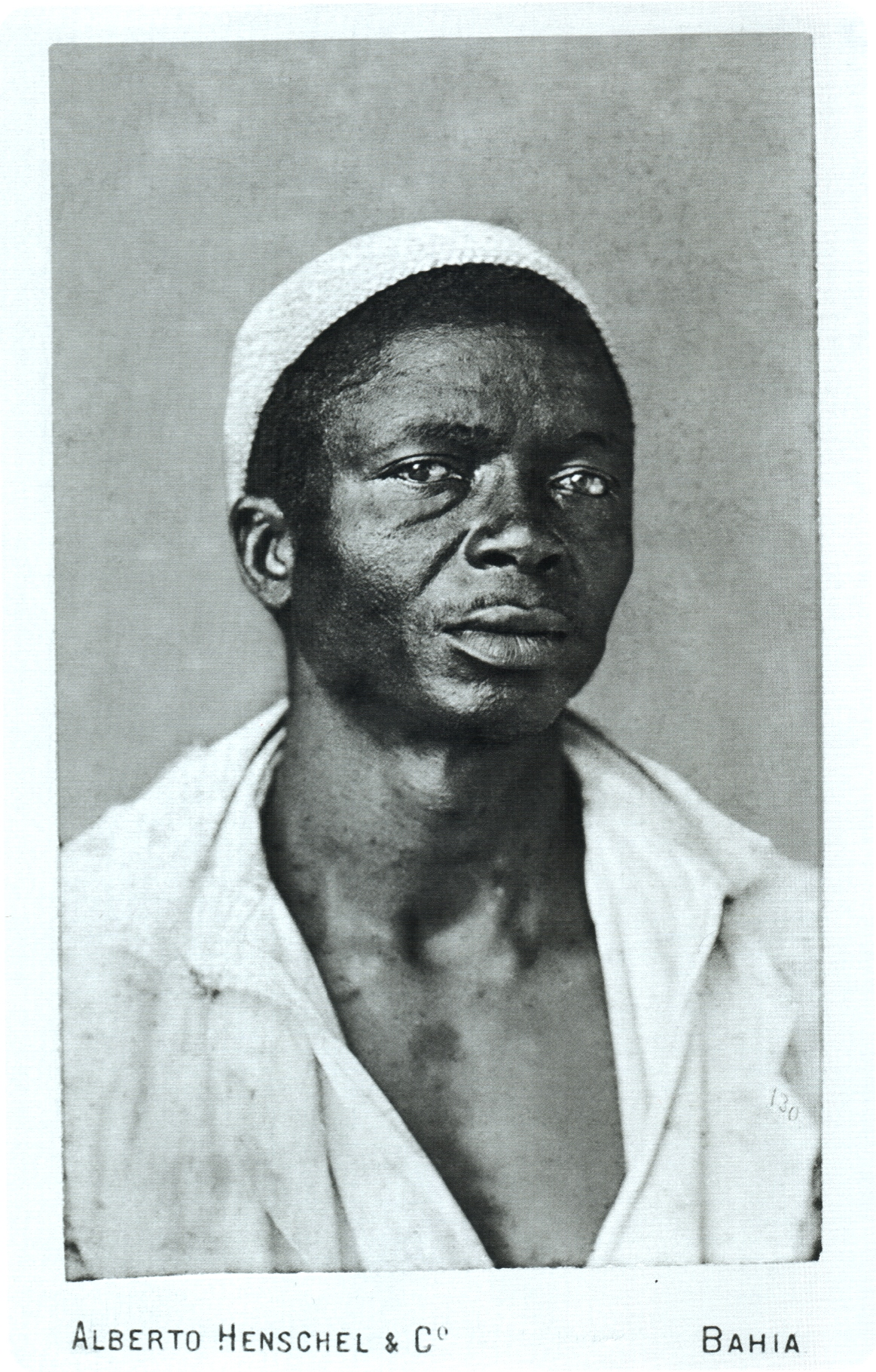
Un retraité à Bahia, vers 1870.
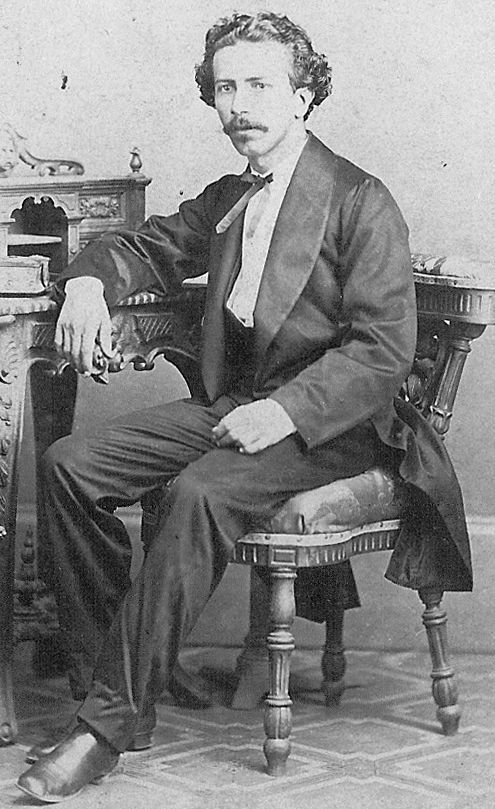
Antônio Francisco Pereira, baron de de Bujari (photographie retouchée).
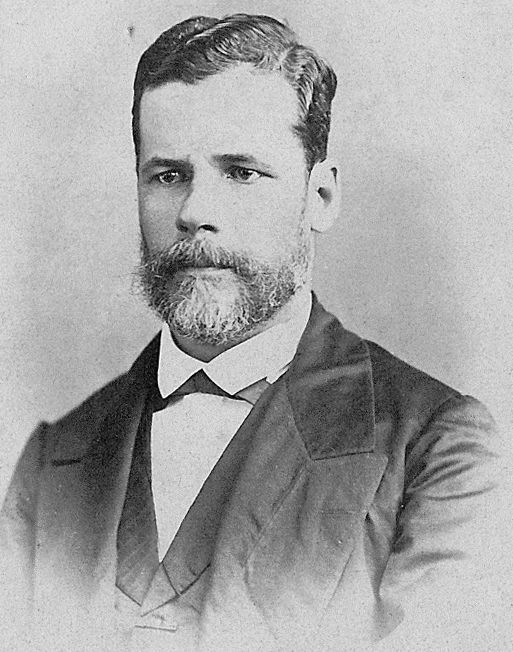
Antonio dos Santos Pontual, baron de Frecheiras (photographie retouchée).
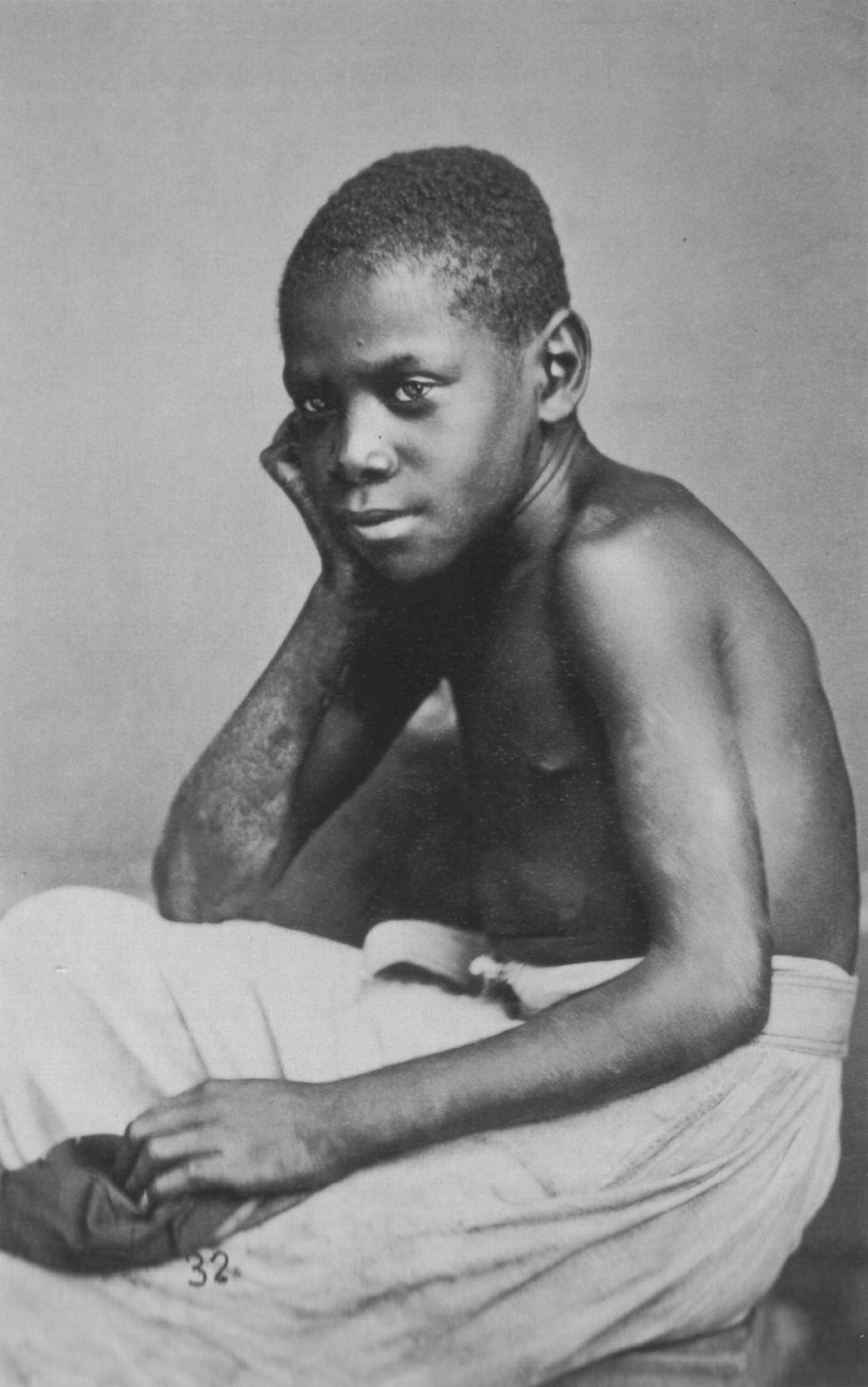
Un enfant du Pernambouc, vers 1870.
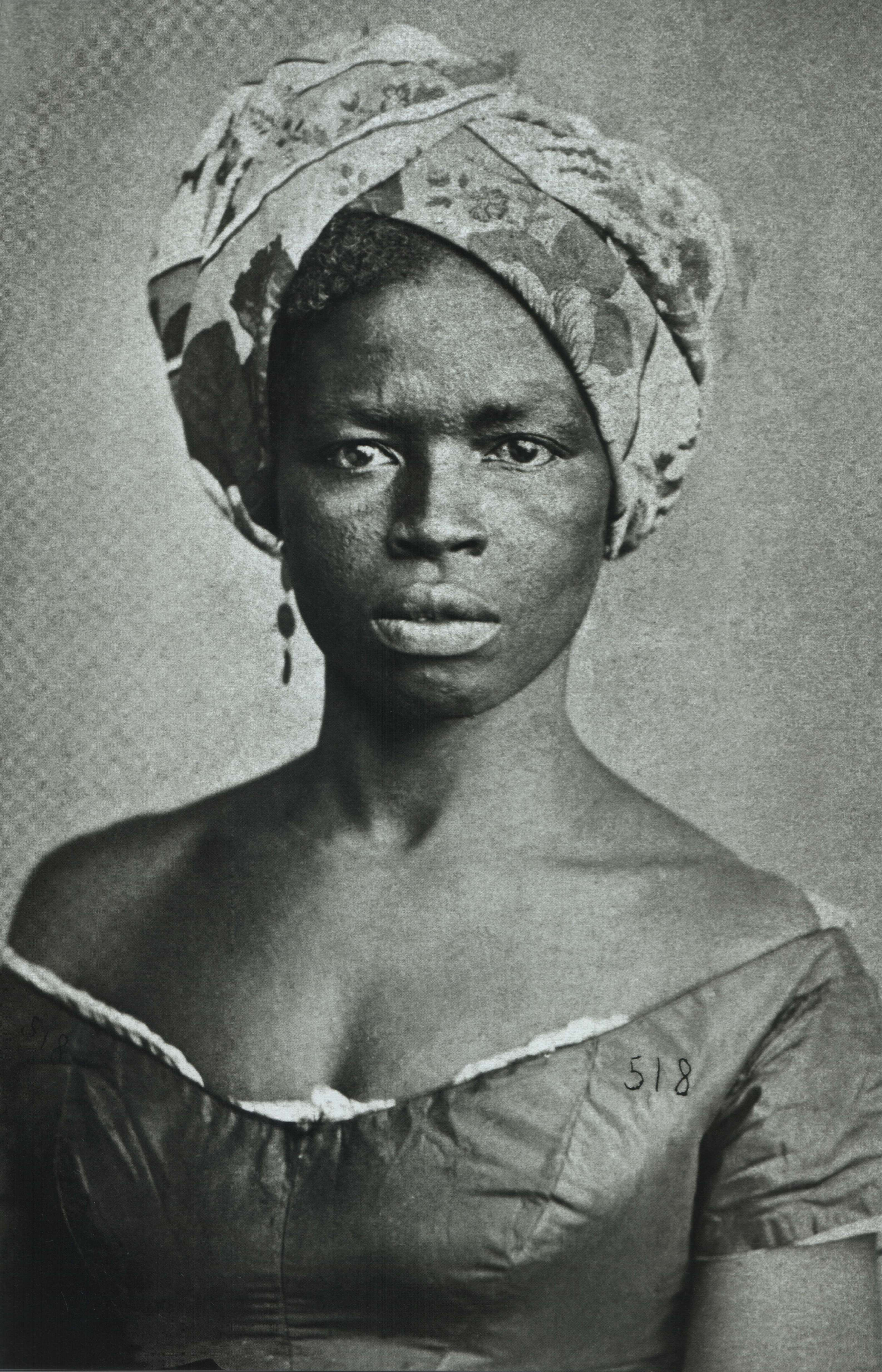
Jeune femme portant un turban, vers 1870.